# V División de Ejército (Chile)
La V División de Ejército es una unidad operativa del Ejército de Chile, que comprende a la Región de Magallanes y de la Antártica Chilena. Su cuartel general se ubica en la ciudad de Punta Arenas. Esta unidad militar es la más austral del ejército chileno. Desde diciembre de 2019, el General de División Rodrigo Ventura Sancho, ejerce como Comandante en Jefe de la V División de Ejército, a la vez que del Comando Conjunto Austral.

## Organización
Esta división está compuesta por las siguientes unidades:
- V División de Ejército.
  - 4.ª Brigada Acorazada "Chorrillos" en Punta Arenas.
    - Batallón de Infantería Mecanizado N.º 25 "El Roble"
    - Grupo de Artillería N.º 7 "Wood" (ex-Regimiento de Artillería N.º 7 "Chorrillos")
    - Grupo Blindado N.º 6 "Dragones" (ex-Regimiento de Caballería Blindada N.º 6 "Dragones")
    - Compañía de Ingenieros Mecanizados N.º 11 "Tehuelches"
    - Pelotón de Artillería Antiaérea
    - Pelotón de Exploración Blindado

  - Destacamento Acorazado N.º 5 "Lanceros" en Puerto Natales.
    - Compañía de Infantería Mecanizada
    - Escuadrón Blindado N.º 5 "Lanceros" (ex-Regimiento de Caballería Blindada N.º 5 "Lanceros")
    - Batería de Artillería N.º 12 "Magallanes"

  - Regimiento N.º 10 "Pudeto" en Punta Arenas.
    - Batallón de Infantería Motorizada N.º 10 "Pudeto" (ex-Regimiento de Infantería N.º 10 "Pudeto")
    - Batallón de Ingenieros N.º 5 "Punta Arenas" (ex-Regimiento de Ingenieros N.º 5 "Punta Arenas")
    - Batallón de Telecomunicaciones N.º 5 "Patagonia" (ex-Regimiento de Telecomunicaciones N.º 5 "Patagonia")
    - Compañía Antiblindaje "Pelantaru"
    - Compañía de Comandos N.º 5 "Lientur"

  - Destacamento Motorizado N.º 11 "Caupolicán" en Isla Grande de Tierra del Fuego.
    - Batallón de Infantería N.º 11 "Caupolicán" (ex-Regimiento de Infantería N.º 11 "Caupolican")
    - Batería de Artillería N.º 13 "Tierra del Fuego"
    - Compañía Antiblindaje
    - Compañía Logística Independiente

  - Regimiento Logístico Divisionario N.º 5 "Magallanes" en Punta Arenas.
    - Compañía de Maestranza
    - Sección de Policía Militar Divisionaria
    - Unidad de Cuartel

  - Pelotón de Aviación N.º 5 "Punta Arenas"
  - Centro de Estudios Antárticos del Ejército (desde 2016 dependiente de la V División)
    - Base del Ejército "Gen. Bernardo O'Higgins"